# Manny Albam
Manny Albam (24. června 1922 – 2. října 2001) byl americký jazzový saxofonista. Narodil se v Dominikánské republice do rodiny litevských přistěhovalců, ale vyrůstal v New Yorku. Ve svých šestnácti letech odešel ze školy a začal hrát s Muggsym Spanierem. Během své následné kariéry spolupracoval s mnoha dalšími hudebníky, mezi něž patří například Coleman Hawkins, Jimmy McGriff, Oscar Peterson a Dionne Warwick. V roce 1966 založil spolu s producenty Sonnym Lesterem a Philem Ramonem vydavatelství Solid State Records. Rovněž se věnoval pedagogické činnosti.